# Santuario de Nuestra Señora de los Dolores de Turumba
El Santuario de Nuestra Señora de los Dolores de Turumba o la Iglesia de San Pedro Alcantara es el nombre de un edificio religioso con una estatua de concreto de la Virgen María, Nuestra Señora de los Dolores, consagrada en Pakil, Laguna, Filipinas.
La Imagen de Nuestra Señora es una pintura al óleo sobre lienzo. El rostro de María se retuerce de dolor con dagas sumidas en su corazón. Esta reliquia se mantiene actualmente en la Parroquia de San Pedro Alcántara, en Pakil, Laguna, La segunda imagen de la Virgen María como Nuestra Señora de los Dolores es una réplica de la imagen de Nuestra Señora de las Antiguas de España.